# تيد إلدريد
تيد إلدريد (بالإنجليزية: Ted Eldred)‏ هو مخترِع أسترالي، ولد في 16 ديسمبر 1920 في ملبورن في أستراليا، وتوفي في أغسطس 2005 في Yarck, Victoria ‏ في أستراليا.iam all